# Twinkle (cantante)
Twinkle, nota anche come Twinkle Ripley, pseudonimo di Lynn Annette Ripley (Surbiton, 15 luglio 1948 – Isola di Wight, 21 maggio 2015), è stata una cantautrice britannica; ha avuto successi nelle classifiche negli anni '60 con le sue canzoni più famose, Terry e Golden Lights.

## Biografia
Nata a Surbiton, Surrey in una famiglia benestante, Ripley era nota alla sua famiglia come "Twinkle". Ha frequentato la Queen's Gate School con Camilla, duchessa di Cornovaglia, ed era la zia dell'attrice Fay Ripley.

## Carriera
Twinkle deve il suo rapido ingresso in uno studio di registrazione all'età di 16 anni al suo fidanzato di allora, Dec Cluskey, del popolare gruppo vocale The Bachelors, che le era stato presentato da sua sorella, la giornalista musicale Dawn James e che passò al suo manager una demo che il padre di Twinkle gli suonò. La sua "Terry" era su una tragedia adolescenziale sulla morte di un fidanzato in un incidente in moto. Big Jim Sullivan, Jimmy Page e Bobby Graham erano tra i musicisti di sessione di alto profilo che suonarono nella registrazione, che evocava uno stato d'animo cupo, con la sua voce triste di supporto, l'organo spettrale, la chitarra a 12 corde e il ritmo lento ed enfatico arrangiato da Phil Coulter. Il tema era di un tipo comune per l'epoca, presentava alcune somiglianze con "Leader of the Pack" (1964) degli Shangri-Las, ma il disco suscitò un putiferio, con accuse di cattivo gusto che portarono al bando dalla BBC.
Anche il seguito, "Golden Lights", è stato scritto da Twinkle, con un lato B sempre del produttore Tommy Scott. A quel punto Cluskey era il suo ex fidanzato: Twinkle usciva con Peter Noone nel 1965. I testi esprimono disillusione per il mondo del pop: la sua traccia EP "A Lonely Singing Doll", la versione in lingua inglese della canzone vincitrice dell'Eurovision Song Contest di France Gall nel 1965 per Lussemburgo, "Poupée de cire, poupée de son", originariamente scritto da Serge Gainsbourg, è tornato su un tema simile a "Golden Lights". "Johnny" ha continuato a esplorare un territorio pericoloso, questa volta quello di un amico d'infanzia che diventa un criminale, ma sembra che la pressione per produrre "un altro Terry" abbia portato i suoi produttori a passare sopra il suo materiale, per "Tommy", una canzone scritta per Reparata and the Delrons e "The End of the World" un brano composto per Skeeter Davis. Twinkle ha fatto poche apparizioni dal vivo ma ha suonato "Terry" ai concerti di successo annuali del NME. Dopo aver registrato sei singoli per la Decca Records, si è "ritirata" all'età di diciotto anni nel 1966.
Nel 1969 ha registrato un singolo autoprodotto, Micky in stile Tamla Motown, accompagnato da Darby e Joan, entrambi prodotti da Mike d'Abo (anche lui tra i relativamente pochi musicisti pop con un background privilegiato in quell'epoca) per l'etichetta Immediate. Il singolo svanì, senza pubblicità. Negli anni successivi, senza un contratto e lavorando nella musica per la pubblicità, ha registrato una serie di canzoni ispirate alla sua relazione con "Micky", l'attore/modello Michael Hannah, ucciso in un incidente aereo nel 1974. Queste rimasero inedite fino a quando furono incluse nelle compilation di CD. Le sue registrazioni successive apparvero sotto il nome di Twinkle Ripley. Ha registrato un singolo nel 1975, Smoochie con suo padre, Sidney Ripley come "Bill & Coo".
Negli anni '80 gli Smiths fecero una cover di Golden Lights ed apparve nella loro compilation The World Won't Listen e Louder Than Bombs mentre nel 1983 Cindy & The Saffrons fecero la cover di Terry.
I ritratti fotografici pubblicitari di Twinkle scattati a metà degli anni '60 sono esposti nella National Portrait Gallery.
Il 21 maggio 2015 Twinkle è morta a 66 anni sull'Isola di Wight, dopo una battaglia durata cinque anni contro il cancro al fegato.

## Vita privata
Nel 1972 sposò l'attore-modello Graham Rogers, che recitava nelle pubblicità del cioccolato Milk Tray. Hanno avuto due figli, Michael e Amber.

## Discografia

### Singoli
Decca Records
- "Terry" (Twinkle) b/w "The Boy of My Dreams" (Tommy Scott) (1964) UK n. 4
- "Golden Lights" (Twinkle) b/w "Ain't Nobody Home But Me" (Tommy Scott) (1965) UK n. 21
- "Tommy" (Chip Taylor,Ted Daryll) b/w "So Sad" (Tommy Scott) (1965)[senza fonte]
- "Poor Old Johnny" (Twinkle) b/w "I Need Your Hand in Mine" (Tommy Scott) (1965)[9]
- "The End of the World" (Arthur Kent e Sylvia Dee) b/w "Take Me to the Dance" (Tommy Scott) (1965)
- "What Am I Doing Here With You?" (P. F. Sloan, Steve Barri) b/w "Now I Have You" (Tommy Scott) (1966)

Instant Records
- "Micky" (Twinkle) b/w "Darby And Joan" (Twinkle) (1969)

Bradleys Records, come Twinkle Ripley
- "Days" (Twinkle Ripley) b/w "Caroline" (Twinkle Ripley) (1974)

Bradleys Records, come duo Bill & Coo
- "Smoochie" (Jim Jim) b/w "I Always Love You" (Jim Jim) (1975)

EMI Records, come Twinkle
- "I'm a Believer" (Neil Diamond) b/w "For Sale" (Twinkle Ripley and Simon Darlow) (1982)[10]

### EP
- Lonely Singing Doll (Decca, DFE 8621, maggio 1965) "A Lonely Singing Doll" (Serge Gainsbourg, Tommy Scott, Bill Martin), "Unhappy Boy" (Twinkle), "Ain't Nobody Home But Me" (Tommy Scott) e "Golden Lights" (Twinkle)

### Raccolte
- Golden Lights (1993)
- Golden Lights:Special Edition (2001)
- Michael Hannah: The Lost Years (2003)[11]
- Girl In A Million: The Complete Recordings (2019)